# Bildnis (Recht)
Rechte an Bildnissen oder Porträts betreffen das Urheberrecht an Porträts oder Bildnissen, wie es in Deutschland in § 60 UrhG geregelt ist.
Grundsätzlich dürfen Personenbilder nur dann genutzt werden, wenn der Urheber des Bildnisses oder sein Rechtsnachfolger zustimmt. Eine zum Beispiel im Jahr 1820 geschaffene Statue ist jedoch gemeinfrei, da der Bildhauer länger als 70 Jahre tot ist. (Fotos der Statue sind jedoch urheberrechtlich geschützt.)
Für denjenigen, der ein Bildnis bestellt, und den Abgebildeten hält das Urheberrecht in § 60 UrhG eine Sonderregelung bereit, die es ihm unter bestimmten Umständen ermöglicht, das Bild auch ohne Zustimmung des Rechteinhabers zu nutzen. Allerdings gelten die Ausnahmen nicht für die Nutzung im Internet.
Absatz 1 bestimmt: Zulässig ist die Vervielfältigung sowie die unentgeltliche und nicht zu gewerblichen Zwecken vorgenommene Verbreitung eines Bildnisses durch den Besteller des Bildnisses oder seinen Rechtsnachfolger oder bei einem auf Bestellung geschaffenen Bildnis durch den Abgebildeten oder nach dessen Tod durch seine Angehörigen oder durch einen im Auftrag einer dieser Personen handelnden Dritten. Handelt es sich bei dem Bildnis um ein Werk der bildenden Künste, so ist die Verwertung nur durch Lichtbild zulässig.
„Die Bestimmung dient dem aus der persönlichen Verbundenheit herrührenden Interesse des Bestellers und – soweit er mit diesem nicht identisch ist – auch des Abgebildeten, die bildliche Darstellung einer oder mehrerer Personen, die auf seine Bestellung entstanden ist und/oder ihn selbst zeigt, auch selbst vervielfältigen und unentgeltlich an einzelne Dritte weitergeben zu können“, formulierte das OLG Köln in seinem Urteil vom 19. Dezember 2003 (AZ: 6 U 91/03).
§ 60 schränkt zwar die Rechte des Urhebers an den von ihm gefertigten Bildnissen Dritter (Fotos, Gemälde, Skulpturen usw., also alle Darstellungen, auf denen Personen erkennbar sind) ein, ist allerdings eine Auslegungsregel des Urhebervertragsrechts. Der Urheber kann also vertraglich mit dem Besteller vereinbaren, dass § 60 UrhG nicht gilt (Abdingbarkeit). Umgekehrt kann sich natürlich auch der Besteller vertraglich zusichern lassen, dass beispielsweise die Internetveröffentlichung erlaubt ist.
Vervielfältigung bedeutet, dass die Berechtigten (Besteller oder Abgebildeter) beliebig viele Kopien anfertigen lassen können. Handelt es sich um ein Werk der bildenden Künste (z. B. ein Gemälde, eine Zeichnung oder eine Skulptur), so dürfen nur Fotos (wohl auch Fotokopien) angefertigt und verbreitet werden. Man darf also im Rahmen von § 60 UrhG eine Skulptur nicht nachmodellieren, ein Gemälde nicht nachmalen oder eine Lithographie nicht nachdrucken.
Bei der Verteilung des Bildnisses und seiner Kopien (Verbreitung) muss man darauf achten, dass diese unentgeltlich und nicht zu eigenen gewerblichen Zwecken erfolgt. Man darf die Exemplare im Wesentlichen also nur verschenken. Nicht erlaubt ist es, das eigene Foto auf werblichen Handzetteln zu verteilen.
Da für die Online-Nutzung im Internet das Recht der öffentlichen Zugänglichmachung als Unterfall des Rechts der öffentlichen Wiedergabe erforderlich ist, § 60 UrhG aber nur Vervielfältigung und Verbreitung privilegiert, dürfen Bildnisse im Rahmen von § 60 UrhG nicht ins Internet oder andere Datennetze eingespeist werden.
Berechtigte der Vorschrift sind der Besteller, also derjenige, der das Bildnis in Auftrag gibt, sowie der Abgebildete bzw. nach seinem Tod die Angehörigen (laut Absatz 2 der Ehegatte oder der Lebenspartner und die Kinder oder, wenn weder ein Ehegatte oder Lebenspartner noch Kinder vorhanden sind, die Eltern).
Das OLG Köln (siehe oben) hat es einer GmbH untersagt, mit dem Bildnis ihres Geschäftsführers ohne Zustimmung des Fotografen zu werben, da dieser sich nur für eigene private Zwecke auf § 60 UrhG berufen könne.
Wer sich auf § 60 UrhG bezieht und sein Bildnis oder ein von ihm bestelltes Bildnis veröffentlicht, muss sich natürlich trotzdem an die im KUG geregelten Vorschriften über das Recht am eigenen Bild halten. Er kann also sein Hochzeitsbild nicht an die Tageszeitung geben, es sei denn, die ebenfalls abgebildete Ehefrau stimmt zu. Vorauszusetzen ist, dass die Publikation in der Tageszeitung keinen eigenen, auf Besteller oder Abgebildeten bezogenen gewerblichen Zweck hat, also etwa im Rahmen der redaktionellen Berichterstattung über eine Goldene Hochzeit erfolgt. Dazu die amtliche Begründung von 2002, die bei der Novellierung 2003 umgesetzt wurde: Ein berechtigtes Interesse an einer erlaubnisfreien Verwertung eines Bildnisses ist nur insoweit anzuerkennen, als damit keine eigenen wirtschaftlichen Zwecke verfolgt werden.